# NXT Stand & Deliver 2025
NXT Stand & Deliver 2025 è stata la quinta edizione dell'omonimo premium live event prodotto dalla WWE, in esclusiva per il roster di NXT. L'evento si è svolto il 19 aprile 2025 al T-Mobile Arena di Paradise in Nevada ed è andato in onda su Peacock negli Stati Uniti, su Netflix nei paesi in cui è disponibile il servizio e sul WWE Network nel restante dei paesi.
L'evento è stato annunciato il 30 gennaio 2025, facendo parte del WrestleMania 41 Weekend e si disputerà nel pomeriggio di sabato 19 aprile per evitare la concomitanza con la prima notte dello Showcase of the Immortals, con la T-Mobile Arena ad ospitarlo che, dopo aver ospitato la puntata di SmackDown la sera precedente, torna a fare da cornice ad un premium live event della WWE dopo Elimination Chamber 2018.

## Storyline
La faida principale di NXT Stand & Deliver è quella valida per l'NXT Championship tra il campione Oba Femi e gli sfidanti Trick Williams e Je'Von Evans in un triple threat match. Nella puntata di NXT del 18 marzo, Williams riuscì a sconfiggere Eddy Thorpe in un Underground match e dopo l'incontro chiamò fuori il campione ma quando giunse sul ring le luci si spensero e sugli spalti apparirono i membri del Darkstate mentre sul ring Evans si mise in mezzo ai due rivali facendo partire una rissa tra i tre e proprio lui ebbe l'ultima parola atterrando il campione. La settimana successiva, Evans sfidò Lexis King per l'NXT Heritage Cup ma Oba Femi gli costò il match attaccandolo ed infierì sul rivale anche dopo l'incontro prima che comparisse nuovamente il Darkstate sugli spalti ed il campione schivò poi l'attacco di Williams che andò a segno su Evans. Sette giorni più tardi, Williams chiamò fuori ancora una volta il campione venendo interrotto da Evans che reclamò anche lui una sfida titolata, con la general manager Ava che annunciò dunque un incontro tra i tre valido per l'NXT Championship a Stand & Deliver, prima che i venissero attaccati dal Darkstate.
A NXT Vengeance Day, Stephanie Vaquer riuscì a sconfiggere Fallon Henley conquistando l'NXT Women's North American Championship. Nella puntata speciale di NXT: Roadblock la Vaquer sconfisse anche Giulia (wrestler), detentrice dell'NXT Women's Championship, in un winner takes all match. Nella puntata del 18 marzo, Jordynne Grace richiedette un incontro con la campionessa prima di venir attaccata da Jaida Parker che disse di voler essere la nuova sfidante al titolo. La settimana successiva, quindi si tenne l'incontro per il titolo con la Vaquer che riuscì a difendere la cintura grazie anche ad una distrazione della Grace. Sette giorni dopo, la doppia campionessa fu costretta a rendere vacante l'NXT Women's North American Championship a condizione, insieme alla general manager Ava, che avrebbe potuto scegliere la sua sfidante a Stand & Deliver venendo poi interrotta da Grace e Parker che iniziarono una rissa tra loro due. La settimana seguente, le due sfidanti combatterono una contro l'altra ma l'incontro terminò a seguito di un'interferenza della Vaquer, con Grace e Parker che la attaccarono e in soccorso della campionessa tornò a sorpresa Giulia che attaccò anche lei la campionessa effettuando un turn heel. Più tardi nella serata, Vaquer accettò di affrontare Giulia, Jordynne Grace e Jaida Parker in un fatal four-way match a Stand & Deliver.
Nella puntata dell'11 febbraio, Ricky Starks fece il suo debutto ad NXT approdando in WWE, dalla All Elite Wrestling. La settimana successiva venne rivelato che il suo nuovo ring mane sarebbe stato Ricky Saints. Nella puntata del 18 marzo, Saints riuscì a sconfiggere Ridge Holland nel suo debutto in singolo e più tardi nel backstage venne avvicinato Izzi Dame, Niko Vance e Brooks Jensen insieme all'NXT North American Champion Shawn Spears. Nella puntata del 1° aprile si tenne l'incontro titolato tra i due che vide Saints vincere e diventare il nuovo campione venendo attaccato nel post-match da Ethan Page. La settimana successiva, si ebbe un fatal four-way match tra Wes Lee, Eddy Thorpe, Lexis King e Page con quest'ultimo che riuscì a vincere conquistandosi il posto come primo sfidante all'NXT North American Championship detenuto da Ricky Saints che attaccò il rivale al termine dell'incontro, posando sopra di esso.
Nella puntata del 1° aprile, Stephanie Vaquer rese vacante l'NXT Women's North American Championship con la general manager Ava che disse che così ci sarebbe stato anche più opportunità per le altre atlete e annunciò che a Stand & Deliver si sarebbe tenuto un ladder match a sei partecipanti valido per il titolo vacante. La stessa sera iniziarono gli incontri di qualificazione che videro come prime due wrestler a qualificarsi Zaria e Kelani Jordan che riuscirono a sconfiggere rispettivamente Lash Legend e Roxanne Perez. La settimana successiva si tennero altri due match nei quali ne uscirono come vincitrici Sol Ruca ed Izzi Dame a discapito di Jazmyn Nyx e Wren Sinclair. Nella puntata del 15 aprile ci furono gli ultimi due incontri di qualificazione con Lola Vice e la rientrante Thea Hail strappare il biglietto per il match dopo aver avuto la meglio su Tatum Paxley e Karmen Petrovic.
Dopo essersi imbattuti in una brutta striscia di sconfitte tra marzo e aprile ed dopo aver patito un ulteriore delusione nella puntata dell'8 aprile, Hank Walker e Tank Ledger vennero avvicinati direttamente dagli Street Profits, gli attuali detentori del WWE Tag Team Championship che annunciarono che la settimana successiva si sarebbe tenuto un gauntlet match a coppie per determinare il posto di primi sfidanti agli NXT Tag Team Championship appartenenti a Nathan Frazer ed Axiom, motivando al termine del segmento Walker e Ledger. La settimana seguente i due partirono dall'inizio dell'incontro venendo contrapposti a Tyson Dupont e Tyriek Igwe che riuscirono a sconfiggere, fu poi il turno di Niko Vance e Brooks Jensen che furono anche loro schienati prima di venir affrontati da Myles Borne e Tavion Heights riscendo a battere anche loro e come ultima coppia si presentarono Josh Briggs e Yoshiki Inamura che furono eliminati grazie ad un roll-up, con Hank e Ledger che si guadagnarono così l'opportunità titolata per i titoli di coppia a Stand & Deliver contro Frazer ed Axiom.
Nella puntata del 18 marzo, Tony D'Angelo venne attaccato nel backstage dal Darkstate (Dion Lennox, Cutler James e Saquon Shugars) mentre stava guardando l'incontro tra i suoi amici Channing "Stacks" Lorenzo, Luca Cruisfino ed Adriana Rizzo in un incontro misto a sei persone, tanto da costargli il match. Nella puntata dell'8 aprile, Channing "Stacks" Lorenzo lanciò una sfida alla stable rivale per la settimana successiva nel parcheggio dell'arena dove, sette giorni più tardi, la Family ingaggiò una rissa contro il Darkstate che venne placata solo dall'arrivo di D'Angelo che rimproverò poi Lorenzo di non averlo avvisato prima del piano e che il loro incontro si sarebbe dovuto tenere a Stand & Deliver contro il Darkstate. Più tardi nella puntata, venne ufficializzato un six-man tag team match tra le due compagini.

## Risultati
| #         | Match | Stipulazioni | Durata |
| --------- | --- | --- | ------ |
| Countdown | Tatum Paxley e Gigi Dolin hanno sconfitto Fallon Henley e Jacy Jayne, Cora Jade e Roxanne Perez, Lash Legend e Jakara Jackson                        | Fatal four-way tag team elimination match per determinare le prime sfidanti al WWE Women's Tag Team Championship | 12:51  |
| 1         | Ricky Saints (c) ha sconfitto Ethan Page | Single match per l'NXT North American Championship                                                               | 12:43  |
| 2         | Hank Walker e Tank Ledger hanno sconfitto Nathan Frazer e Axiom (c)                                                                                  | Tag team match per l'NXT Tag Team Championship                                                                   | 13:56  |
| 3         | Sol Ruca ha sconfitto Zaria, Kelani Jordan, Izzi Dame, Lola Vice e Thea Hail                                                                         | Ladder match per l'NXT Women's North American Championship                                                       | 14:40  |
| 4         | Darkstate (Dion Lennox, Cutler James e Saquon Shugars) hanno sconfitto Tony D'Angelo, Channing "Stacks" Lorenzo e Luca Cruisfino (con Adriana Rizzo) | Six-man tag team match                                                                                           | 16:29  |
| 5         | Stephanie Vaquer (c) ha sconfitto Giulia, Jordynne Grace e Jaida Parker                                                                              | Fatal four-way match per l'NXT Women's Championship                                                              | 13:13  |
| 6         | Oba Femi (c) ha sconfitto Trick Williams e Je'Von Evans                                                                                              | Triple threat match per l'NXT Championship                                                                       | 16:58  |